# Бхурунгамари
Бхурунгамари (бенг. বুরুঙ্গামারি, англ. Bhurungamari) — город на севере Бангладеш, административный центр одноимённого подокруга. Площадь города равна 14,92 км². По данным переписи 2001 года, в городе проживало 19 885 человек, из которых мужчины составляли 51,66 %, женщины — соответственно 48,34 %. Плотность населения равнялась 1333 чел. на 1 км². Уровень грамотности населения составлял 33,1 % (при среднем по Бангладеш показателе 43,1 %).